# Schloss Meyenburg

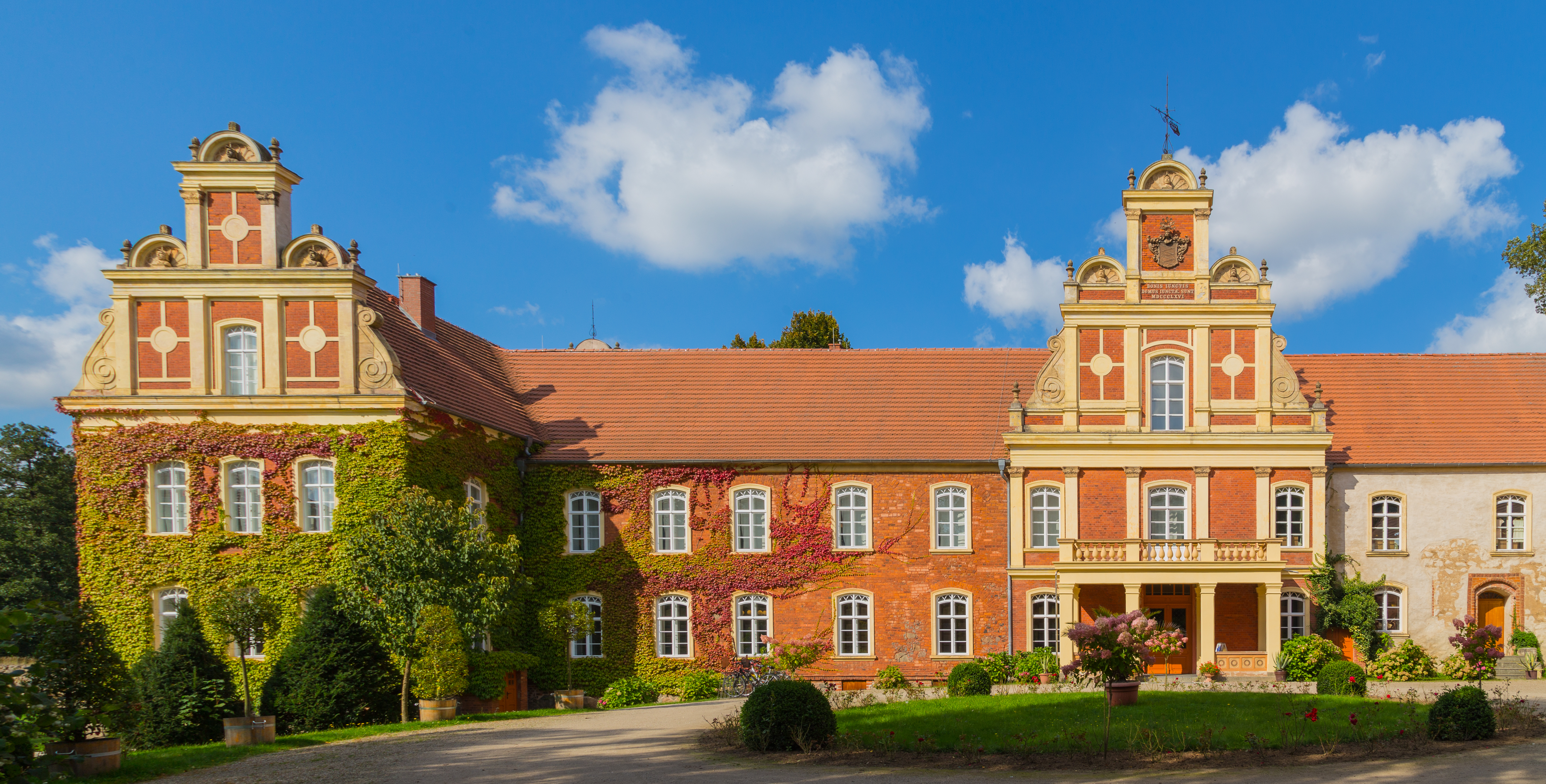
Schloss Meyenburg

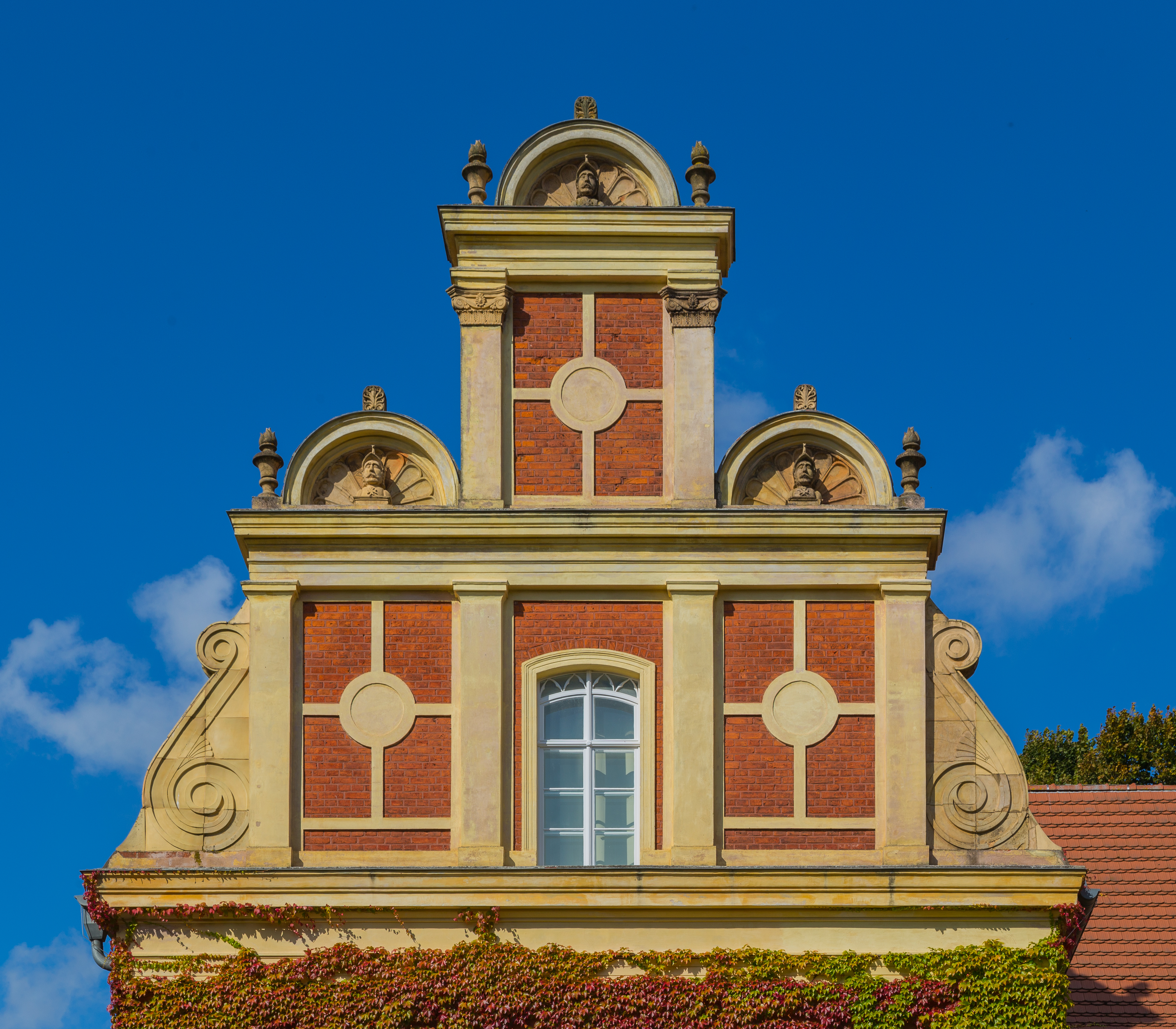
Volutengiebel im Stil der norddeutschen Renaissance

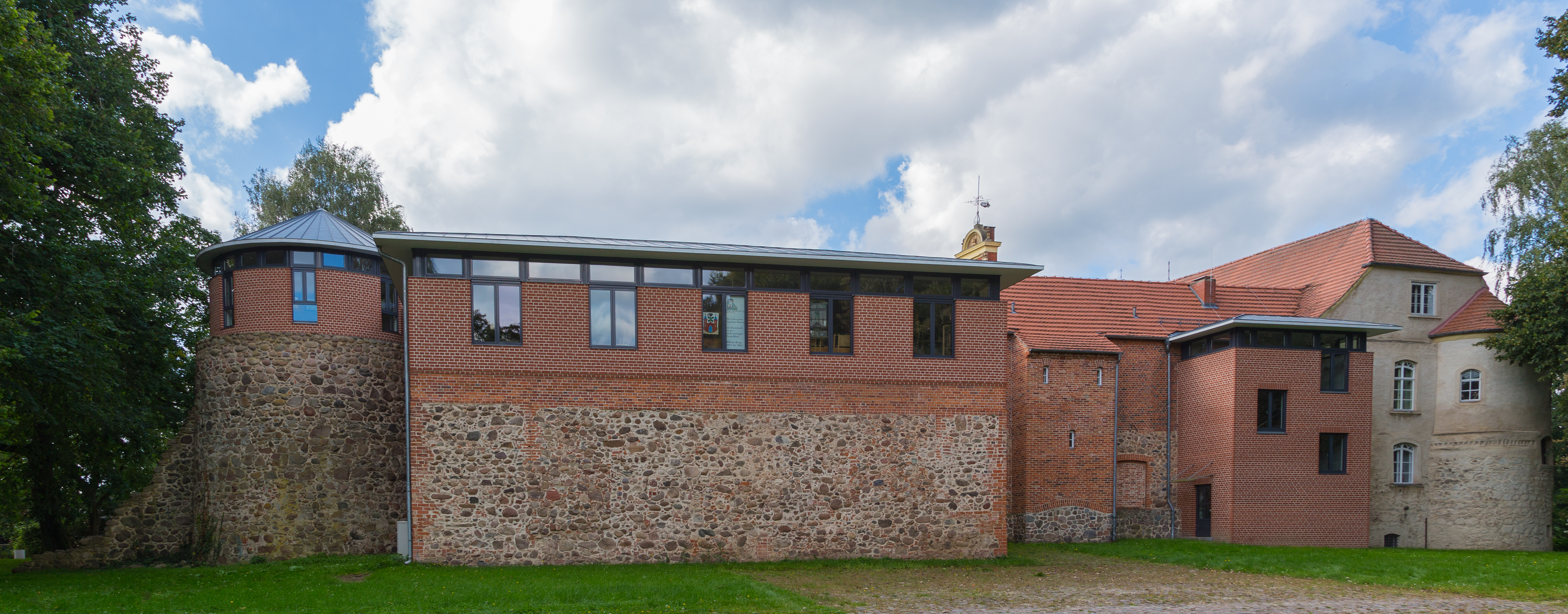
Rückwärtige Ansicht vom Schlosspark aus auf die teils modernen Anbauten

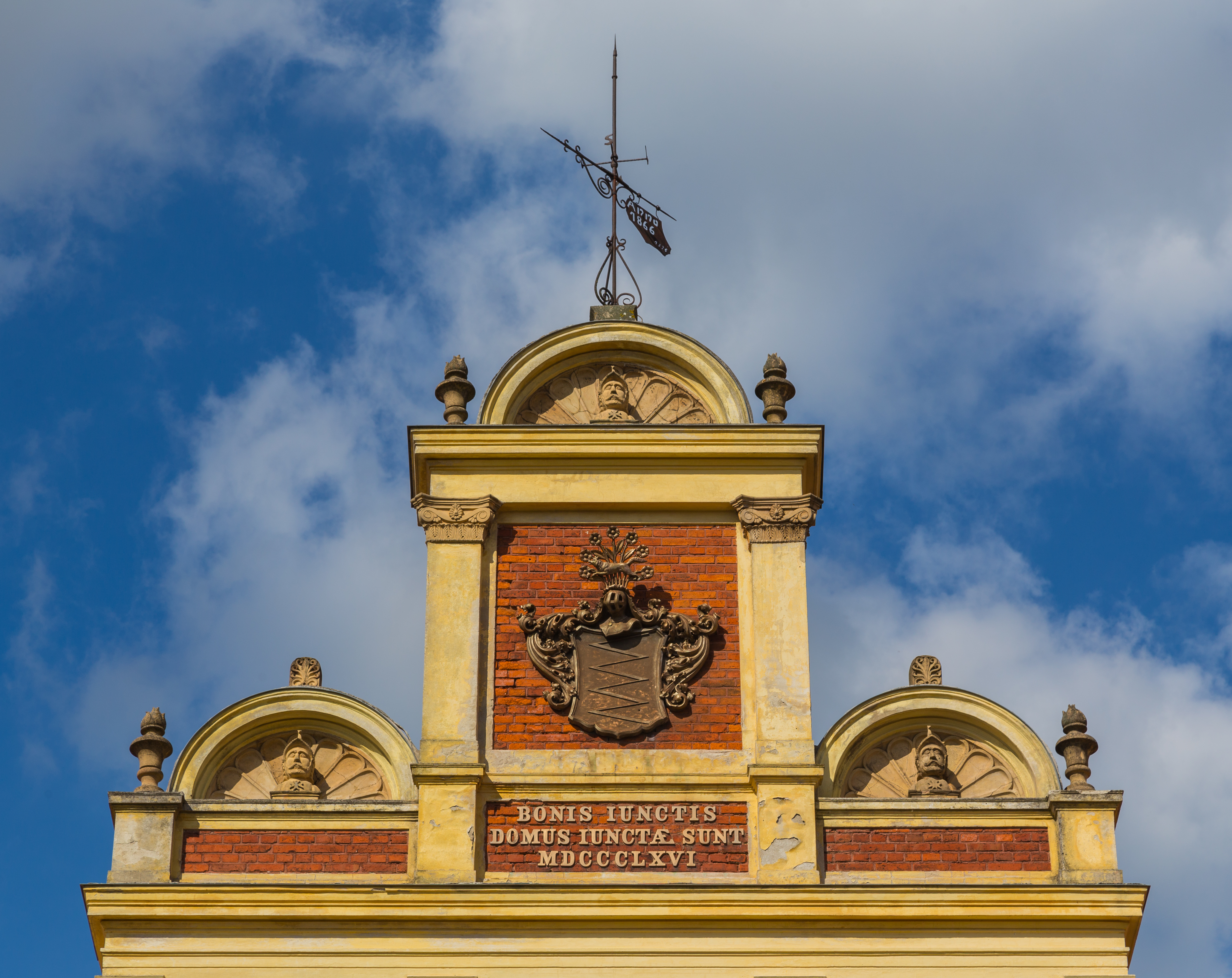
Familienwappen von Rohr im Giebel über dem Schlosseingang

Das Schloss Meyenburg in der Landstadt Meyenburg in der Prignitz ist ein ehemaliger Adelssitz der Familie von Rohr, der heute vor allem als Modemuseum genutzt wird.

## Schloss
Das Schloss Meyenburg war vom 14. Jahrhundert durchgehend Grundbesitz des Adelsgeschlechts derer von Rohr, um 1367 beginnend mit Klaus von Rohr und weiter bestätigt mit seinem Urenkel Hans von Rohr 1424. Bald bildete sich eine eigene Familienlinie Meyenburg heraus, die das Gut weiter vererbten. Das Besitztum führte bis zum Jahr 1945, als Eigentum der Familie von Rohr, respektive derer von Rohr-Wahlen-Jürgaß, die aufgrund ihres Reichtums zu den dominierenden Familien der Prignitz gehörte.
An der Spitze des Volutengiebels über dem Eingangsportal ist das Stammwappen der Familie von Rohr angebracht. Das bronzefarbene Metallschild zeigt einen im Spitzenschnitt gespaltenen Schild. Auf dem Helm ein springender, Fuchs vor sieben gestielten. Die heraldische Fachliteratur beschreibt das Wappen vollständig als einen von Rot und Silber im Spitzenschnitt gespaltenen Schild. Auf dem Helm mit rot-silbernen Decken ein springender, natürlicher Fuchs vor sieben abwechselnd silbernen und roten Rosen mit grünen Stängeln.
Es handelt sich entgegen dem Sprachgebrauch nach landläufiger Definition also nicht um ein Schloss im engeren Sinne, sondern um ein für die Region aufwändiges palastartiges Herrenhaus. Das zweigeschossige Gebäude aus Backstein besteht aus zwei Flügeln und hat die Form eines L. Die Bausubstanz bezieht Teile der mittelalterlichen Stadtbefestigung von Meyenburg mit ein und stammt aus dem 15. Jahrhundert, der Rest geht auf Bauten des 16. Jahrhunderts zurück. 
Der Baukörper wurde insgesamt 1865–66 durch den Berliner Baumeister Friedrich Adler im Stil der norddeutschen Renaissance überformt, die in der Fassadengestaltung der Giebel besonders zu Tage tritt. Bauherr war wohl Otto von Rohr-Wahlen-Jürgaß, verheiratet Bertha von der Hagen. Erneute Umbauten fanden 1914 statt. Diese sind dem Sohn des Vorgenannten Theodor von Rohr-Wahlen-Jürgaß zuzuschreiben. Er begann seine Laufbahn auf der Ritterakademie am Dom zu Brandenburg, ging zum Studium nach Heidelberg und beendete seine militärische Karriere immerhin als Major. Seine Ehefrau war Sopie von Schlieben-Oderin. Er war Herr auf Meyenburg und Fideikommissherr auf dem Nachbargut Ganzer. Die Sanierung und Instandsetzung in den Jahren 1996–2002 stellte den Zustand von 1866 wieder her. 
Das Schloss wird heute als Modemuseum, Schlossmuseum und Öffentliche Bibliothek genutzt. Das Schloss und der Schlosspark sind denkmalgeschützt.

## Schlosspark
Der heutige Park geht auf eine Anlage durch den Berliner Hofgärtner Fink im Jahr 1868 zurück, die über die Jahre stark verwilderte und 1997 restauriert wurde. Der Park wird im Osten durch die Stepenitz begrenzt.

## Rittergut
Schloss Meyenburg war bis zur Bodenreform ein klassischer Herrensitz mit Rittergut. Die Familie von Rohr stiftete zur Erbgerelung einen Familienfideikommiss. Seit dem 19. Jahrhundert umfasst die Begüterung konstante Größen. Im General-Adressbuch der Rittergutsbesitzer der Provinz Brandenburg werden für 1879 konkret 1000 ha Fläche ausgewiesen. Zum kreistagsfähigen Gut gehörte damals eine Ziegelei und 182 ha Waldbestand. Im letzten amtlich publizierten Landwirtschaftlichen Adressbuch, kurz vor der großen Wirtschaftskrise 1929/30, sind noch 982 ha bestätigt. Größter Teil des Gutsbetriebs waren eine umfangreiche Schafsviehwirtschaft. Es standen 70 Pferde zur Verfügung. Die Funktion des Leiters trug ein Administrator (Gutsverwalter). Dies spricht für eine Kreditbelastung des Gutes, die Administratoren oft direkt über die Ritterschaftsbank zur Aufsicht vorgaben. Eigentümerin war nach dem Genealogischen Handbuch des Adels die Witwe Magdalene, Reichsgräfin von Harrach, geborene von Rohr-Wahlen-Jürgaß (1881–1945).

## Modemuseum Schloss Meyenburg
Das Modemuseum Schloss Meyenburg zeigt Teile der umfangreichsten europäischen Modesammlung von Kleidermode des 20. Jahrhunderts von 1900 bis 1970, die von der Ost-Berliner Sammlerin Josefine Edle von Krepl zusammengetragen wurde. Von Krepl eröffnete in der DDR die erste Boutique in Ost-Berlin. Nachdem die österreichische Adlige im Frühjahr 1989, nur einige Monate vor dem Fall der Berliner Mauer, aus der DDR ausgereist war, kehrte sie nach der deutschen Wiedervereinigung wieder nach Ost-Berlin an den Prenzlauer Berg zurück.

## Bibliothek
Drei Räume beherbergen eine kleine öffentliche Bibliothek mit 10.000 Medieneinheiten zur Ausleihe.